# Karlheinz Sundermann

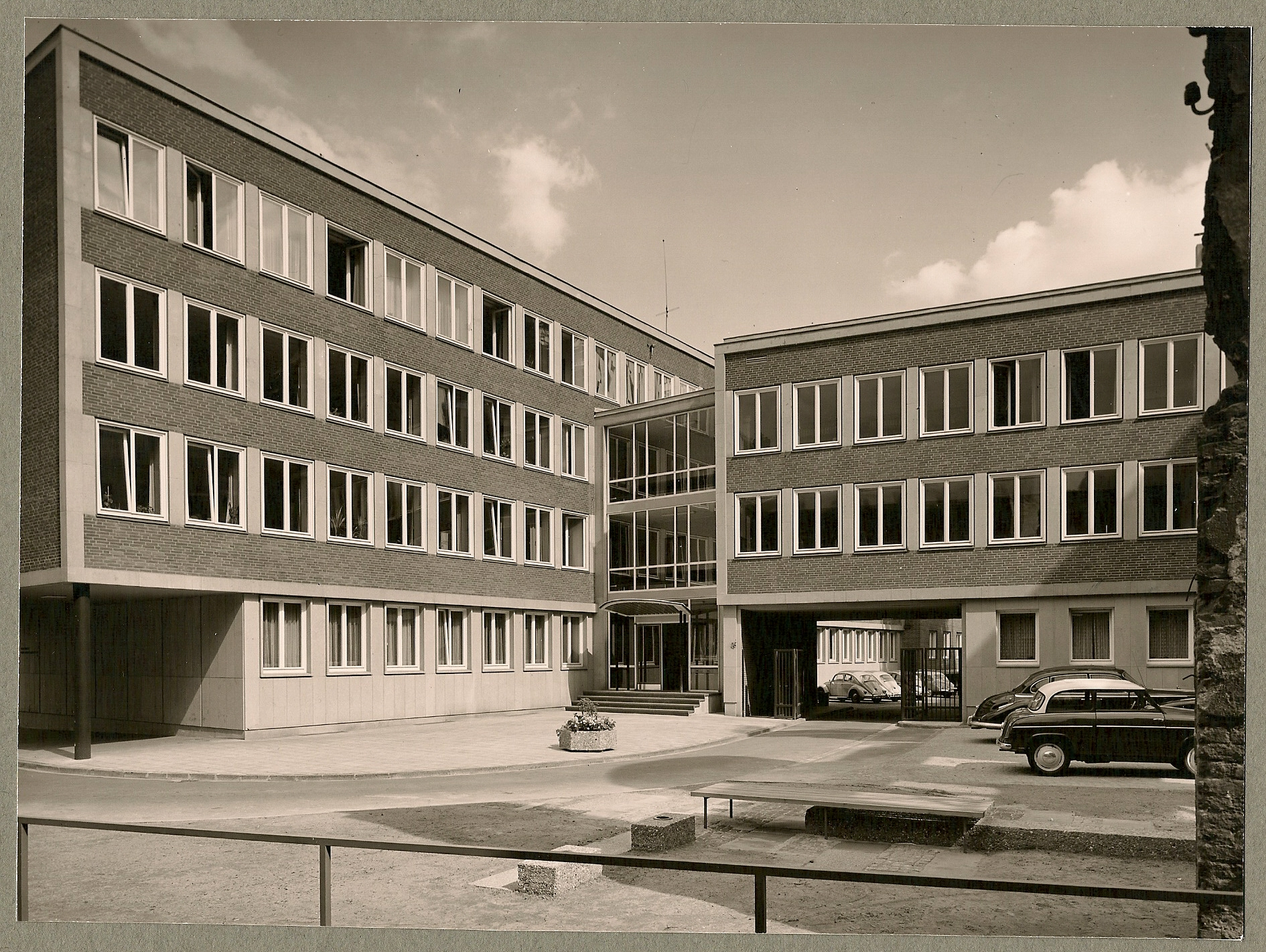
Neues Behördenhaus Am Alten Steinweg Münster, Hof an der Dominikanerkirche mit Eingang zum Sozialgericht (Foto 1959)

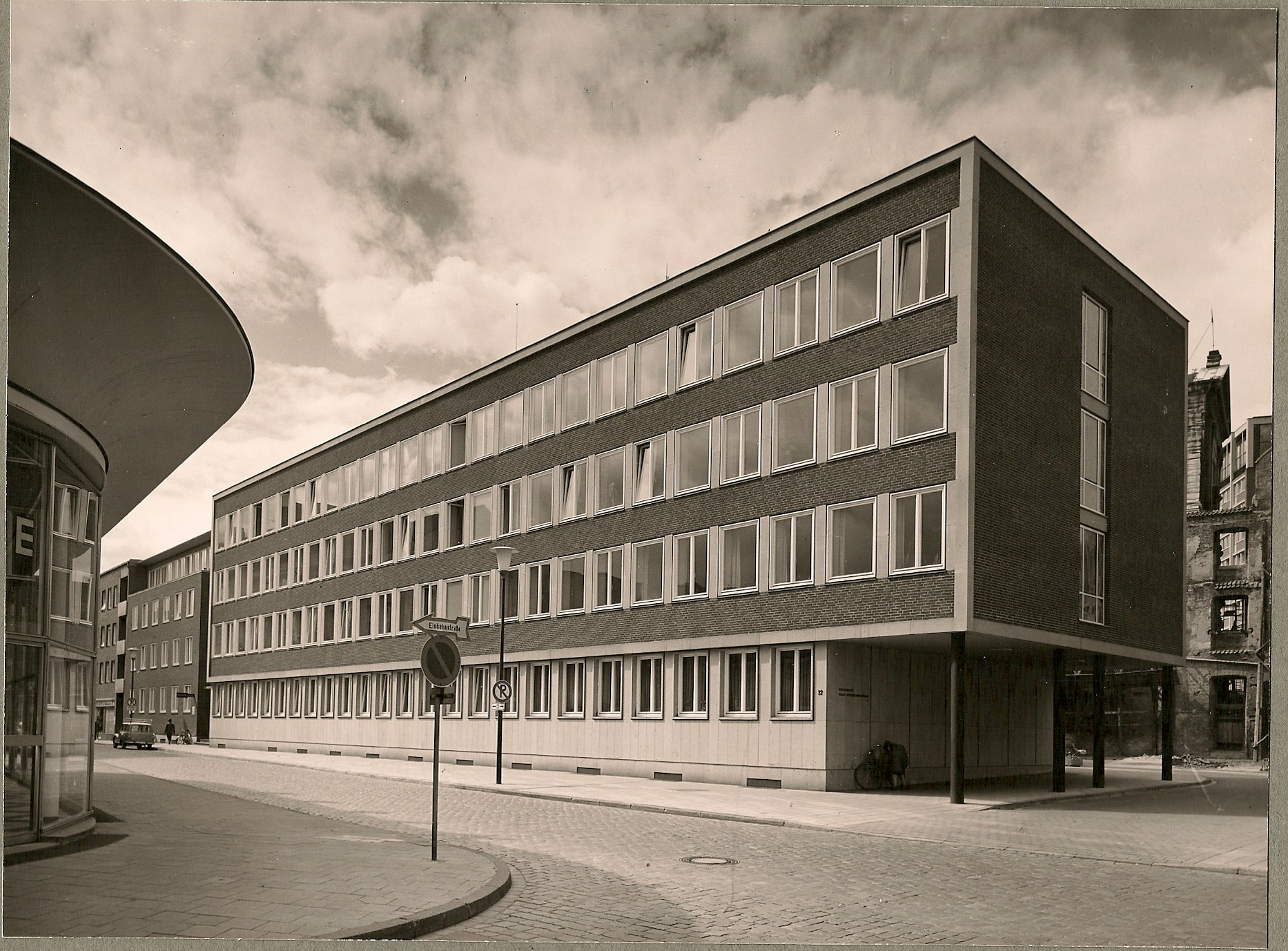
Neues Behördenhaus Am Alten Steinweg Münster, Straßenseite Alter Steinweg (Foto 1959)

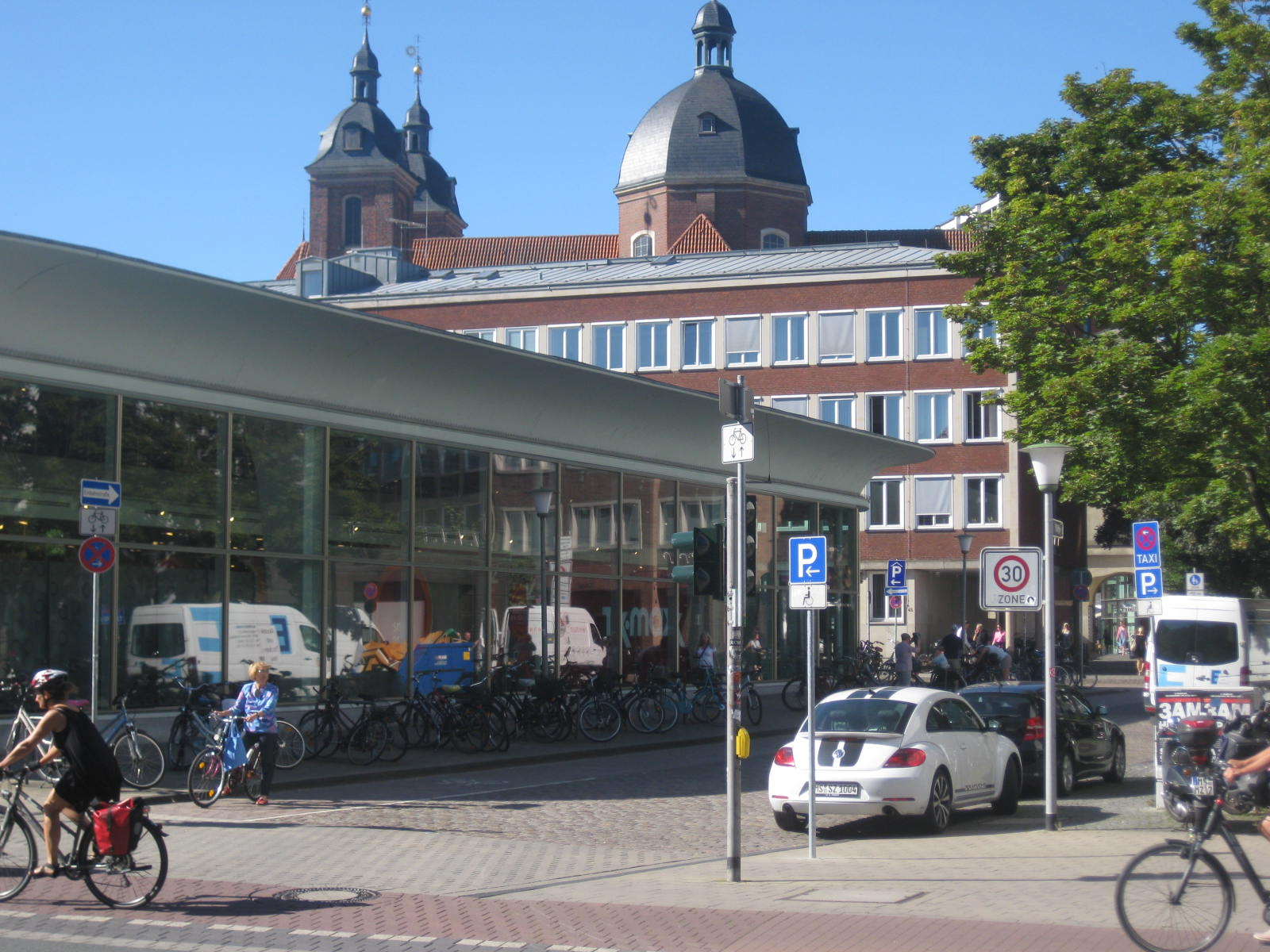
Kiffe-Pavillon (links, ehemaliges Autohaus), Behördenhaus vor der alten Dominikanerkirche am Alten Steinweg Münster (Foto: 2016)

Karlheinz Sundermann (* 20. Juni 1922 in Coesfeld; † 6. Oktober 1998 ebenda) war ein deutscher Architekt und nordrhein-westfälischer Baubeamter.

## Leben und Wirken

### Herkunft und Bildung 1920–1948
Karlheinz Sundermann wuchs in Coesfeld auf. Sein Vater Heinrich August Sundermann war ein Bauernsohn aus Merfeld (heute: Dülmen-Merfeld) und von 1909 bis 1945 im Landratsamt des Kreises Coesfeld tätig, der Vater seiner Mutter Josefine Berta Sundermann geb. Kleine Zechenbaumeister im Ruhrgebiet. Nach dem Abitur 1940 am städtischen Gymnasium Nepomucenum Coesfeld, Reichsarbeitsdienst und Kriegsdienst gegen die Sowjetunion vom 22. Juni 1941 bis 23. Dezember 1941 studierte Karlheinz Sundermann 1942/43 zunächst als Studienurlauber der Wehrmacht und dann als Zivilist von 1944 bis 1948 Architektur an der RWTH Aachen (u. a. bei Profs. Anton Wendling, Otto Gruber, René von Schöfer, Hans Mehrtens und Hans Schwippert). Zwischenzeitlich war er 1943/44 und 1944/45 Mitarbeiter in der Bauabteilung der Landesbauernschaft Westfalen in Münster.

### Wiederaufbau Aachen 1948–1949
Nach seiner Diplom-Hauptprüfung 1948 arbeitete er zusammen mit dem Assistenten von René von Schöfer, dem Architekten BDA Wilhelm Kaspar Fischer, im Stadtbauamt Aachen an der Wiederaufbauplanung (Generalbebauungsplan) und in dessen Büro (Wiederaufbau der Salvatorkirche Aachen).

### Staatshochbau 1950–1964
Von 1950 bis 1952 im Staatshochbauamt Recklinghausen, führte Sundermann den Neubau des Amtsgerichtes Marl durch. Nach seinem Baureferendariat trat er Ende 1953 als Bauassessor und Vertreter des Vorstandes des Staatshochbauamtes II in den höheren Dienst des Landes Nordrhein-Westfalen, baute die Hals-Nasen-Ohren Klinik der Universität Münster und von 1956 bis 1962 als erster Vorstand der Staatsneubauleitung im Regierungsbezirk Münster das neue Behördenhaus am Alten Steinweg (1959) in Nachbarschaft der kriegszerstörten Dominikanerkirche Münster, mit Architekt Bernhard M. Geisberg die Landesfeuerwehrschule Münster, mit Architekt Walter Baumewerd und dessen Sohn Dieter Georg Baumewerd das Oberverwaltungsgericht Münster. Von 1962 bis 1964 leitete Karlheinz Sundermann das Staatshochbauamt Recklinghausen.

### Dezernent für Staatshochbau und Bauaufsicht Regierungsbezirk Münster 1964–1968
In dieser Zeit oblag Sunderman der Universitäts-, Fachhochschulbau wie die Bauaufsicht im Regierungsbezirk Münster, förderte den Wiederaufbau, die Architektur, die Kunst am Bau der Nachkriegsmoderne wie den Denkmalschutz im Münsterland (u. a. Burg Anholt).

### Hauptdezernent für Bauangelegenheiten Regierungsbezirk Detmold 1968–1986
Als Baudezernent  im Regierungsbezirk Detmold von 1968 bis 1986 war Sundermann zunächst für den Staatshochbau (Universität Bielefeld, Fachhochschulen Lippe-Lemgo, Paderborn, Höxter) und im Zuge der kommunalen Neuordnung ab 1971 zunehmend für die fachlichen Belange des Städtebaus und der Denkmalpflege zuständig. Er sprach sich für die Erweiterung des Regierungsdienstgebäudes in Detmold aus. In Ostwestfalen-Lippe setzte er sich insbesondere ein für:
- Staatshochbauaufgaben wie den Aufbau der Reformuniversität Bielefeld, der Fachhochschulen in Lemgo-Lippe und Höxter, der Gesamthochschule Paderborn
- die Aufgaben der Städtebauförderung und -sanierung
- den Erhalt des Baudenkmals Lippischer Hof (1726) im Zuge der Straßenerweiterung der Hornschen Straße
- die Umnutzung des Industriedenkmals Alte Ravensberger Spinnerei in Bielefeld,
- den Erhalt des Baudenkmals Lippischer Hof (1726) im Zuge der Straßenerweiterung der Hornschen Straße
- die Wiederbelebung und städtebauliche Erneuerung der historischen Stadtkerne in Ostwestfalen-Lippe, insbesondere der alten Hansestadt Lemgo und die Verabschiedung des Denkmalschutzgesetzes NRW.

Er war Mitglied der Kunstkommission des Erzbistums Paderborn. Aufgrund seines wegweisenden Einsatzes für den Denkmalschutz – insbesondere das Bewahren und Wiederbeleben historischer Orts- und Stadtkerne in Ostwestfalen-Lippe – wurde Karlheinz Sundermann 1982 mit dem Bundesverdienstkreuz am Bande geehrt.

## Schriften
- Helmut Kauthner, Karlheinz Sundermann: Die Hanse in Ostwestfalen-Lippe, Geschichtnahe Erholung im und am Teutoburger Wald, Bielefeld 1989, ISBN 3-926843-04-7.
- Karlheinz Sundermann: Nonnen, Mönche, Mittelalter, Band 1 und 2, Geschichtnahe Erholung im und am Teutoburger Wald, Bielefeld 1990, ISBN 3-926843-02-0.
- Karlheinz Sundermann: Selbstzeugnis 1922–1948. Hrsg.: Manfred Sundermann. BoD, Norderstedt 2017, ISBN 978-3-7460-4817-8.